# Списък с герои от Д-р Хаус
Това е списък с героите от американския сериал „Д-р Хаус“.

## Главни герои

### Старши лекари
- Д-р Грегъри Хаус – Хю Лори
- Д-р Лиса Къди – Лиса Едълстийн
- Д-р Джеймс Уилсън – Робърт Шон Ленард
- Д-р Ерик Форман – Омар Епс
- Д-р Алисън Камерън – Дженифър Морисън
- Д-р Робърт Чейс – Джеси Спенсър

### Диагностичен екип

#### Сезони 1-3
- Д-р Алисън Камерън – Дженифър Морисън
- Д-р Робърт Чейс – Джеси Спенсър
- Д-р Ерик Форман – Омар Епс

#### Сезони 4-5
- Д-р Ерик Форман – Омар Епс
- Д-р Лоурънс Кътнър – Кал Пен
- Д-р Крис Тауб – Питър Джейкъбсън
- Д-р Реми „Тринайсет“ Хадли – Оливия Уайлд

#### Сезон 6
- Д-р Грегъри Хаус – Хю Лори
- Д-р Алисън Камерън – Дженифър Морисън
- Д-р Ерик Форман – Омар Епс
- Д-р Робърт Чейс – Джеси Спенсър
- Д-р Реми „Тринайсет“ Хадли – Оливия Уайлд
- Д-р Крис Тауб – Питър Джейкъбсън

#### Сезон 7
- Д-р Ерик Форман – Омар Епс
- Д-р Робърт Чейс – Джеси Спенсър
- Д-р Крис Тауб – Питър Джейкъбсън
- Д-р Реми „Тринайсет“ Хадли – Оливия Уайлд
- Д-р Марта М. Мастърс – Амбър Тамблин

#### Сезон 8
- Д-р Чи Парк – Шарлийн Ий
- Д-р Джесика Адамс – Одет Анабел
- Д-р Робърт Чейс – Джеси Спенсър
- Д-р Крис Тауб – Питър Джейкъбсън

## Периодични герои
- Едуард Воглър (Шай Макбрайд) – милиардер и собственик на фармацевтична фирма, който в първи сезон за кратко става председател на борда в Принстън Плейнсбъро.
- Стейси Уорнър (Сийла Уорд) – бившата приятелка на Хаус, която иска той да лекува съпруга ѝ.
- Майкъл Тритър (Дейвид Морз) – полицай и един от клиничните пациенти на Хаус.
- Амбър Волакис (Ан Дудек) – една от лекарите, борещи се за място в екипа на Хаус в четвърти сезон, която по-късно започва да се среща с Уилсън.
- Лукас Дъглас (Майкъл Уестън) – частен детектив, когото Хаус наема на няколко пъти в пети сезон. В шести сезон той и Къди се срещат.
- Рейчъл Тауб (Дженифър Кристъл Фоули) – съпругата на Крис Тауб, която се появява в няколко епизода, свързани с изневярата му. В седми сезон разкрива на Крис, че е бременна, а в осми сезон иска да се премести с детето и с новия си приятел, а Тауб се опитва да ги спре.
- Санабта „Сам“ Кар (Синтия Уотрос) – първата съпруга на Уилсън, с която той започва да се среща отново в шести сезон. В седми сезон се разделят.
- Доминика Петрова (Каролина Видра) – двамата с Хаус се женят, за да може тя да получи зелена карта и да живее в Щатите.

### Неуспели кандидати за екипа на Хаус
- Д-р Джефри Коул – Еди Гатеги
- Д-р Травис Бренан – Анди Комо
- Д-р Хенри Добсън – Кармен Ардженциано